# Kirchenprovinz Kongo der anglikanischen Gemeinschaft
Die Kirchenprovinz Kongo der anglikanischen Kirche (französisch Province de L’Eglise Anglicane du Congo) ist eine Mitgliedskirche der Anglikanischen Gemeinschaft und erstreckt sich über die Länder Republik Kongo und Demokratische Republik Kongo. Primas der Kirche ist der Erzbischof von Kongo, ein Amt, welches zurzeit der Bischof Masimango Katanda bekleidet.

## Gliederung
Die Kirchenprovinz umfasst 12 Diözesen:
| Diözese     | Staat                        | Bischof                    |
| ----------- | ---------------------------- | -------------------------- |
| Aru         | Demokratische Republik Kongo | Georges Titre Ande         |
| Boga        | Demokratische Republik Kongo | Mugenyi William Bahemuka   |
| Brazzaville | Republik Kongo               | Molanga Jean Botola        |
| Bukavu      | Demokratische Republik Kongo | Sylvestre Bahati           |
| Goma        | Demokratische Republik Kongo | Kadhoro Desire Makanirwa   |
| Kamango     | Demokratische Republik Kongo | Sabiti Tibafa Daniela      |
| Kasai       | Demokratische Republik Kongo | vakant                     |
| Katanga     | Demokratische Republik Kongo | Bertin Subi                |
| Kindu       | Demokratische Republik Kongo | Zacharie Masimango Katanda |
| Kinshasa    | Demokratische Republik Kongo | Achille Mutshindu          |
| Kisangani   | Demokratische Republik Kongo | Lambert Funga Botolome     |
| Nord-Kivu   | Demokratische Republik Kongo | Muhindo Isesomo            |